# Richard Gadd
Richard Robert Steven Gadd (Wormit, 11 mei 1989) is een Schots komiek, scenarioschrijver en acteur. Hij verwierf bekendheid door zijn rol in de Netflix-dramaserie Baby Reindeer die werd gebaseerd op zijn gelijknamige onemanshow uit 2019 en ervaringen uit zijn echte leven.

## Loopbaan
Tijdens zijn middelbareschooltijd speelde hij de hoofdrol in het stuk Macbeth en viel hier op door zijn manier van acteren. Na de middelbare school studeerde hij Engelse literatuur en Theaterwetenschappen aan de Universiteit van Glasgow. Tijdens zijn studie startte hij met stand-upcomedy. In 2010 won hij de Laughing Penguin New Act of the Year award en het jaar daarna stond hij in de finale van de Chortle’s student comedy awards. In dezelfde periode was hij onderdeel van het comedytrio Gadd, Kirk and Winning samen met James Kirk en Matthew Winning.
Gadd speelde jaarlijks op het Edinburgh Fringe, hier voerde hij onder meer de shows Cheese & Crack Whores (2013),  Breaking Gadd (2014) en Waiting for Gaddot (2015) op. Laatstgenoemde speelde hij nadien ook in het Soho Theatre in Londen. 
In 2016 won hij de prijs voor beste comedyshow voor Monkey See, Monkey Do bij de Edinburgh Comedy Awards. De show kwam tevens op de shortlist voor de Total Theatre Awards. In deze show vertelt Gadd over zijn angsten en PTSS die hij had ontwikkeld nadat hij seksueel was misbruikt. In 2017 won hij voor de show de Chortle comedians’ comedian award en was hij genomineerd voor een Off West End Theatre Award. Hij voerde de show op door heel Europa en op het Melbourne International Comedy Festival, waar het in 2017 werd genomineerd voor een Barry Award.
Na zijn succes in comedy, begon hij zich ook te richten op het schrijven. Hij schreef onder meer voor de Netflixserie Sex Education en voor Jon Richardson: Ultimate Worrier. Daarnaast was hij te zien als acteur in onder meer Against the Law.
In 2019 voerde hij de onemanshow Baby Reindeer op tijdens de Edinburgh Fringe. Hij won hiervoor de Scotsman Fringe First Award for New Writing en een Stage award for outstanding performers. Hierna voerde hij het stuk opnieuw op in het Bush Theatre in Londen waar het vijf weken lang te zien was. Voor de show ontving hij een Olivier Award for outstanding achievement in affiliate theatre. Een adaptatie van Baby Reindeer werd in 2024 uitgebracht als Netflixserie. Na het onverwachte succes van de serie gaf Gadd aan het lastig te vinden om met zijn roem om te gaan: "Ik had nooit verwacht dat het zo zou ontploffen. Ik geloofde dat het een succes zou worden, maar dat had ik niet van de ene op de andere dag verwacht. Ik gebruik het woord 'roem' niet eens graag. Opeens kon ik niet meer echt over straat lopen."

## Privé
Gadd identificeert zich als biseksueel. Hij is ambassadeur voor de Britse liefdadigheidsorganisatie We Are Survivors dat als doel heeft om mannelijke slachtoffers van seksueel misbruik te helpen.